# Браилово
Браилово (на македонска литературна норма: Браилово) е село в община Долнени на Северна Македония.

## География
Разположено е в Прилепското поле, северно от град Прилеп. Има спирка на железопътната линия Велес-Прилеп-Битоля.

## История
В землището на Браилово в местността Бойоица и селските гробища има късноантични некрополи, в местността Петъчна вода (Петочна Вода) – елинистически и римски некропол, а в местността Тумба – римски и късноантичен некропол. Край манастира „Свети Илия“ има раннохристиянска базилика. На 2,5 km североизточно от Браилово на връх Леска е античната и средновековна крепост Кале.
В XIX век Браилово е част от Прилепска каза на Османската империя. В „Етнография на вилаетите Адрианопол, Монастир и Салоника“, издадена в Константинопол в 1878 година и отразяваща статистиката на населението от 1873 година Браилово (Braïlovo) е посочено като село с 44 домакинства и 28 жители мюсюлмани, 150 жители българи и 3 цигани.
Според статистиката на Васил Кънчов („Македония. Етнография и статистика“) от 1900 година Браилово е населявано от 100 жители българи християни и 250 арнаути мохамедани.
На Етнографската карта на Битолския вилает на Картографския институт в София от 1901 година Браилово е смесено село българи, албанци и турци в Прилепската каза на Битолския санджак с 40 къщи.
В началото на XX век цялото население на селото е под върховенството на Българската екзархия. По данни на секретаря на екзархията Димитър Мишев („La Macédoine et sa Population Chrétienne“) в 1905 година в Брайлово (Braïlovo) е посочено два пъти – веднъж като село с 64, а вторият път като село с 80 жители българи екзархисти.
Църквата в селото „Свети Илия“ е еднокорабна сграда с полукръгла апсида, изградена в началото на XX или в XIX век.
По време на Балканската война над 60 местни албанци са убити от четата на сръбския войвода Василие Търбич като отмъщение за участието им в разбиване на сръбска кавалерийска част. След Междусъюзническата война в 1913 година селото попада в Сърбия.
На етническата си карта на Северозападна Македония в 1929 година Афанасий Селишчев отбелязва Браилово като българо-албанско село.

## Личности
Родени в Браилово
- Гьорче Брайлоец, член на Прилепския комитет на ВМОРО[11]
- Наум Николов (28-годишен), работник, македоно-одрински опълченец, 3-та рота на 4-та Битолска дружина[12]